# Petrobia
Petrobia is een geslacht uit de familie Tetranychidae (spintmijten). De wetenschappelijke naam werd gepubliceerd in 1877 door Murray.

## Soorten
Het genus bevat de volgende soorten:

- Petrobia apicalis Banks, 1917
- Petrobia barkolensis Wang-Huifu & Cui-Yunq, 1992
- Petrobia brevipes Reck & Bagdasarian, 1949
- Petrobia californica (Baker & Tuttle, 1994)
- Petrobia cardi Chaudhri, 1972
- Petrobia carthagensis Auger & Flechtmann, 2009
- Petrobia donnalucatensis (Vacante, 1983)
- Petrobia dzhulfaensis Bagdasarian, 1960
- Petrobia enodis Smith-Meyer, 1987
- Petrobia errabundus (Womersley, 1940)
- Petrobia haematoxylon Meyer, 1987
- Petrobia harti (Ewing, 1909)
- Petrobia hemerocallis Wang, 1982
- Petrobia hispaniola
- Petrobia jingheensis Ma & Gao, 1991
- Petrobia lapidum (Hammer, 1804)
- Petrobia latens (O.F. Müller, 1776)
- Petrobia layyahensis Sabri & Afzal, 2008
- Petrobia lippiae (Baker & Tuttle, 1994)
- Petrobia lupini (McGregor, 1950)
- Petrobia lycopersici Zaher, Gomaa & El-Enany, 1982
- Petrobia marsai (Manson, 1964)
- Petrobia mexicana Baker & Tuttle, 1983
- Petrobia moutiai Baker & Pritchard, 1960
- Petrobia nocitus Chaudhri, 1972
- Petrobia phaceliae Tuttle & Baker, 1964
- Petrobia prasadi (Baker & Tuttle, 1994)
- Petrobia pseudotetranychina Auger & Flechtmann, 2009
- Petrobia tribulus Chaudhri, 1972
- Petrobia tunisiae Manson, 1964
- Petrobia uncata (Flechtmann & Moraes, 1991)
- Petrobia vachushtii Reck, 1948
- Petrobia waltheriae Tuttle, Baker & Abbatiello, 1974
- Petrobia xerophila Mitrofanov, 1975
- Petrobia xinjiangensis Tan & Wang, 1992
- Petrobia zachvatkini (Reck & Bagdasarian, 1949)